# Miltochrista euprepia
Miltochrista euprepia là một loài bướm đêm thuộc phân họ Arctiinae, họ Erebidae.